# Mas Costa
El Mas Costa és una obra de Porqueres (Pla de l'Estany) inclosa a l'Inventari del Patrimoni Arquitectònic de Catalunya.

## Descripció
És un mas de planta rectangular format per dos cossos orientats a ponent. El principal, format per planta baixa, pis i golfes, consta de tres crugies perpendiculars a la façana. El segon cos, amb la mateixa estructura, presenta una alçada superior i dona l'aparença de ser un element afegit posteriorment a l'estructura inicial. Ambdós cossos tenen coberta a dues aigües. El mur ha estat realitzat amb pedres irregulars a excepció de les obertures (portes i finestres), les quals estan emmarcades per carreus de grans dimensions ben escairats. Cal destacar com a element interessant la gran porta de la façana principal, amb forma d'arc de mig punt realitzada amb dovelles de pedra de grans dimensions i ben escairades, freqüent en construccions de caràcter popular a partir del segle xvi. La finestra que hi ha damunt de la porta té la data 1510 inscrita; una altra finestra té la inscripció "AVE MARIA: 13 SEPTEMBRE DE L'ANY 1698". S'observa també la presència d'un pou al costat dret de la porta i d'un cos adjacent que té la funció de graner.

## Història
A la mateixa casa es conserven documents que fan referència a aquest mas, i que es remunten al segle x. El nom antic de la casa i de la família era el de Costabella, el qual es va perdre quan una pubilla va heretar la propietat i va casar-se amb un membre de la família Costa, que encara avui és propietària del mas.